# Astray
Astray är Samiams sjätte studioalbum, utgivet 2000 på skivbolagen Hopeless Records och Burning Heart Records.

## Låtlista
| Nr  | Titel       | Kompositör         | Längd |
| --- | ----------- | ------------------ | ----- |
| 1.  | Sunshine    | Beebout, Kennerly  | 3:16  |
| 2.  | Wisconsin   | Beebout, Loobkoff  | 1:51  |
| 3.  | Super Brava | Beebout, Kennerly  | 3:42  |
| 4.  | Mud Hill    | Loobkoff           | 3:28  |
| 5.  | Paraffin    | Beebout, Loobkoff  | 2:31  |
| 6.  | Calloused   | Beebout, Brogan    | 4:04  |
| 7.  | Mexico      | Beebout, Brogan    | 3:09  |
| 8.  | Dull        | Beebout, Loobkoff  | 4:28  |
| 9.  | Curbside    | Beebout, Kennerly  | 4:43  |
| 10. | Bird Bath   | Beebout, Kennerly  | 2:36  |
| 11. | How Long    | Kennerly, Loobkoff | 3:57  |
| 12. | Why Do We   | Beebout, Loobkoff  | 6:07  |

### Fotnoter
1. ↑  ”Astray”. Discogs.com. http://www.discogs.com/Samiam-Astray/master/124022. Läst 24 april 2012.